# Alpes de Ötztal
Los Alpes de Ötztal (en alemán, Ötztaler Alpen; en italiano, Alpi Venoste) son una cordillera en los Alpes centrales en Europa, parte de los Alpes Centrales Orientales. Se encuentran a la cabecera del Ötztal, un valle lateral del Eno al suroeste de Innsbruck, Austria; el cordal de cumbres forma parte de la frontera austro-italiana. El límite occidental lo marca el paso de Resia, mientras que en el este la sierra está separada de los Alpes de Stubai por el Timmelsjoch. En el lado sur, la sierra limita por el profundo valle del Adigio (Vinschgau). 
El punto más alto de los Alpes de Ötztal es Wildspitze (3774 m), que es también la segunda montaña más alta de Austria, después del Großglockner. Es uno de los diversos brazos que se extienden al norte y al noreste desde la cadena principal.
En septiembre de 1991 se encontró a Ötzi, "el hombre de hielo" en el Hauslabjoch entre los picos Fineilspitze y Similaun.

## Picos
Los principales picos de los Alpes de Ötztal son:
| Pico                          | Elevación | Elevación |
| Pico                          | m         |           |
| ----------------------------- | --------- | --------- |
| Wildspitze                    | 3.774     |           |
| Palla Bianca/Weißkugel        | 3.746     |           |
| Cima Nera/Hintere Schwärze    | 3.633     |           |
| Similaun                      | 3.603     |           |
| Grosser Ramolkogel            | 3.551     |           |
| Hochvernagtspitze             | 3.531     |           |
| Schalfkogel                   | 3.510     |           |
| Hochwilde                     | 3.480     |           |
| Glockturm/Punta della Gallina | 3.356     |           |

## Pasos
Los principales pasos o puertos de montaña son:
| Puerto           | Situación                     | Tipo      | Elevación (m) | Elevación (m) |
| ---------------- | ----------------------------- | --------- | ------------- | ------------- |
| Gepatschjoch     | Vent al Kaunertal             | nieve     | 3.243         |               |
| Ramoljoch        | Vent a Gurgl                  | nieve     | 3.194         |               |
| Langtaufererjoch | Vent al Passo di Resia        | nieve     | 3.167         |               |
| Gurgler Eisjoch  | Gurgl al Schnals              | nieve     | 3.137         |               |
| Langthalerjoch   | Gurgl al Pfelders-Plan        | nieve     | 3.058         |               |
| Giogo Basso      | Vent a Senales                | nieve     | 3.017         |               |
| Pitztalerjöchl   | Mittelberg (Pitztal) a Sölden | nieve     | 2.995         |               |
| Eisjöchl am Bild | Pfelders a Schnals            | nieve     | 2.908         |               |
| Venter Hochjoch  | Vent a Kurzras                | nieve     | 2.885         |               |
| Paso del Rombo   | Sölden a Merano               | carretera | 2.509         |               |
| Passo di Resia   | Landeck a Merano              | carretera | 1.494         |               |